# بایرشت
بایرشت (به آلمانی: Beierstedt) یک شهر در آلمان است که در هلمشتدت واقع شده‌است. بایرشت ۴۷۸ نفر جمعیت دارد.